# 艋舺平安寶塔
艋舺平安寶塔，俗稱「塔仔公」，是位於臺灣臺北市萬華區貴陽街二段巷內的廟宇，主祀托塔天王李靖，可追溯自清治末期因貿易而引發的瘟疫流行，居民立廟以祈禱平安度過疫情的歷史經過，具體建造時間不詳，1931年新建、1993年重建。

## 概要

### 源起
1885年清法戰爭過後，鼠疫、霍亂和流行性感冒等瘟疫橫行於臺灣，其中尤以臺北地方最是嚴重，艋舺、文山堡、滬尾、新莊、新竹、彰化、臺南等地都傳出有人病患鼠疫且死亡。於是地方人士惶恐不已，或到廟裡燒香祈禱、或者迎奉各種神明遶境除疫、醵資建醮築壇致祭祈求平安，並在各大街道上建造寶塔以鎮壓疫氛，延聘僧侶誦經祈福以消災驅疫，隨著瘟疫平息與道路拓寬，只有部分塔式建築遺留至今，艋舺平安寶塔即是一例，是老臺北害怕鼠疫再現的一種遺跡和象徵。

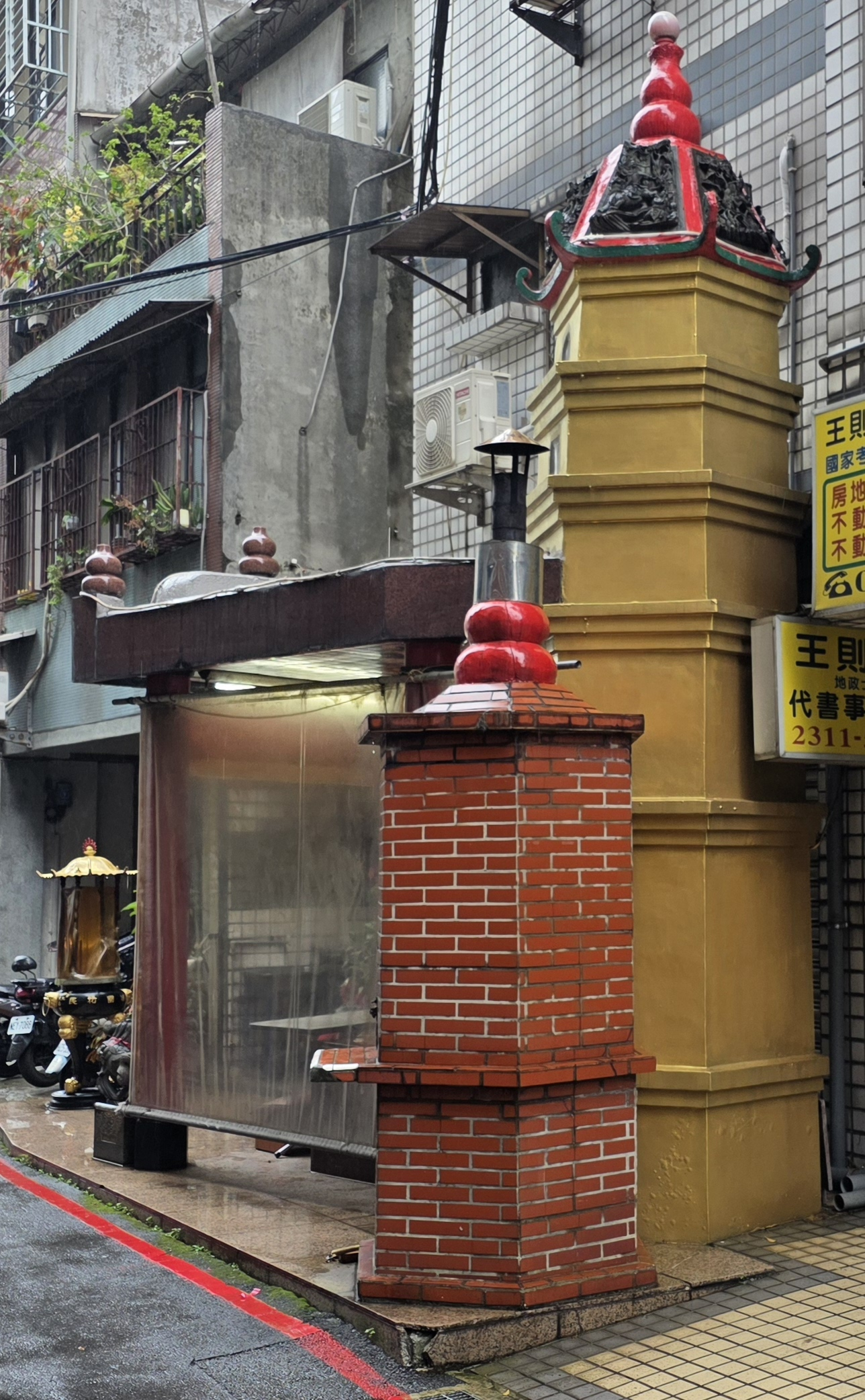
塔身背面
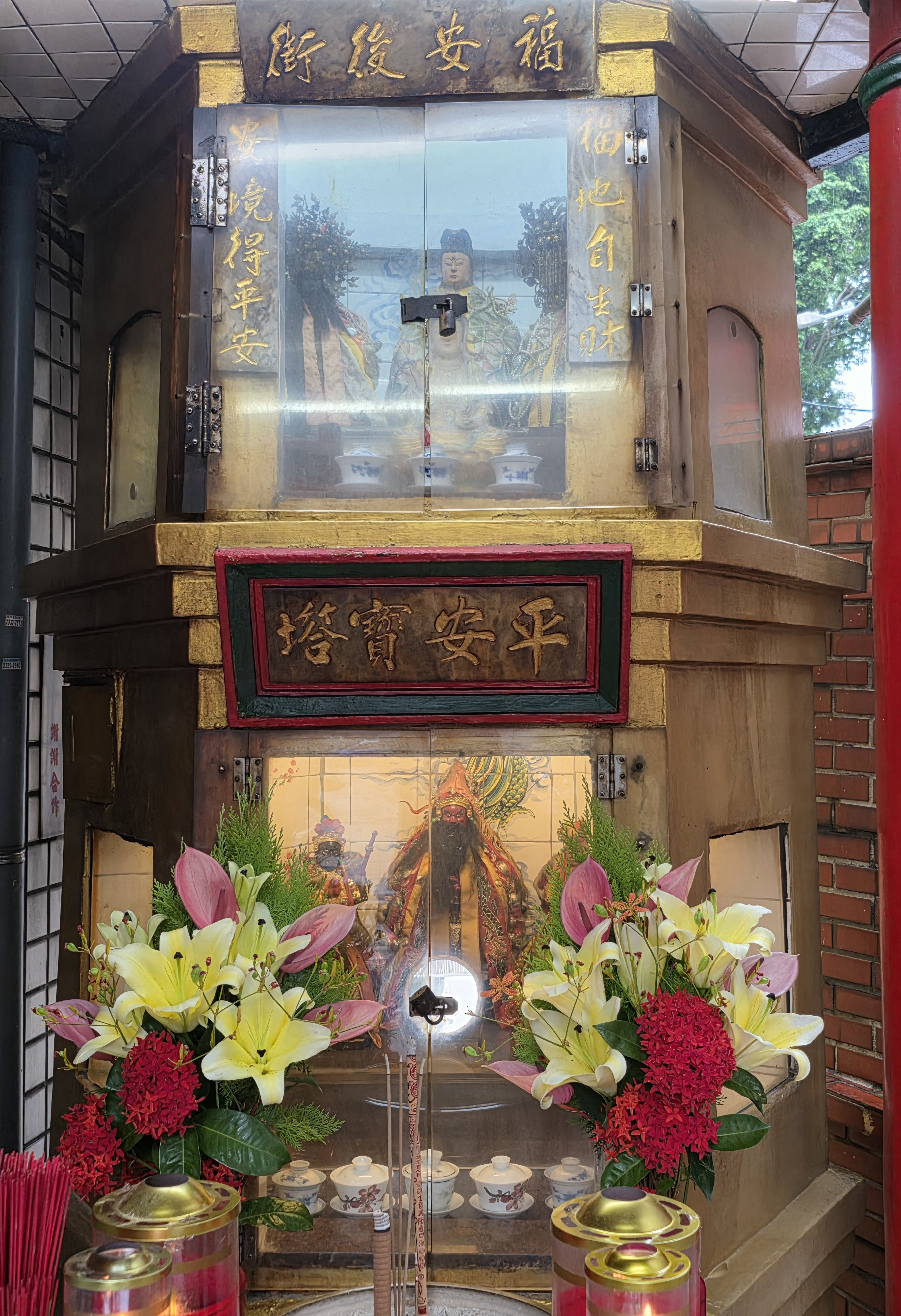
神龕
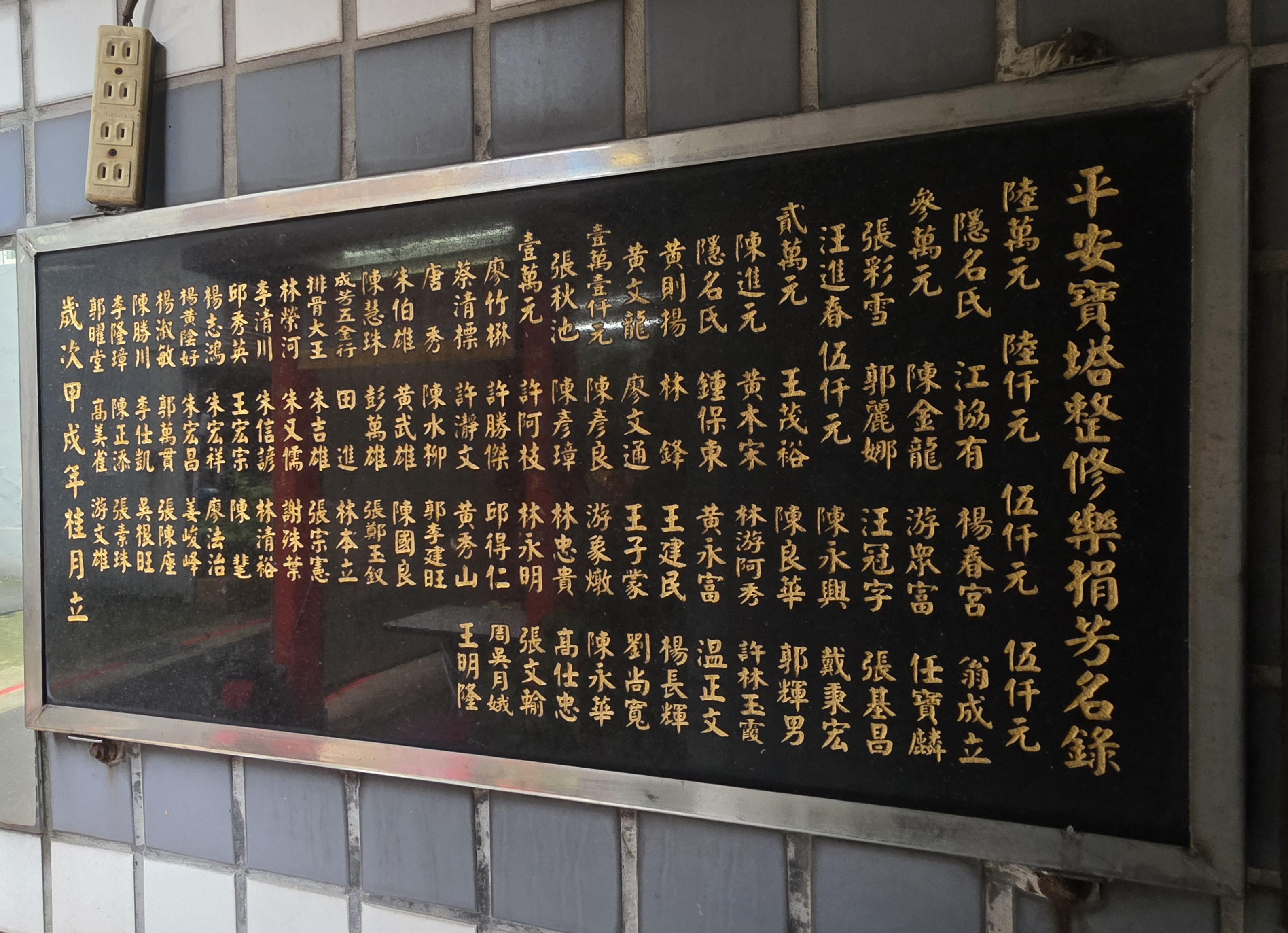
捐助者名錄

### 祭祀
約在1931年左右新建極小塔廟，塔身結構七層，神龕奉祀於其中的第二、三層，香爐、燭臺齊備。第一層神龕中的鎮殿托塔天王為赤面神貌，左、右配祀扶印及持劍將軍，前排龍邊供奉關聖帝君、虎邊供奉福德正神；第二層神龕中尊供奉觀世音菩薩，前後共有三尊神祇，龍邊為天上聖母，祭典日期為農曆八月廿六李天王誕辰，附近居民以祭禮慶祝。拜亭天花板為雙龍戲珠的造型磁磚設計。

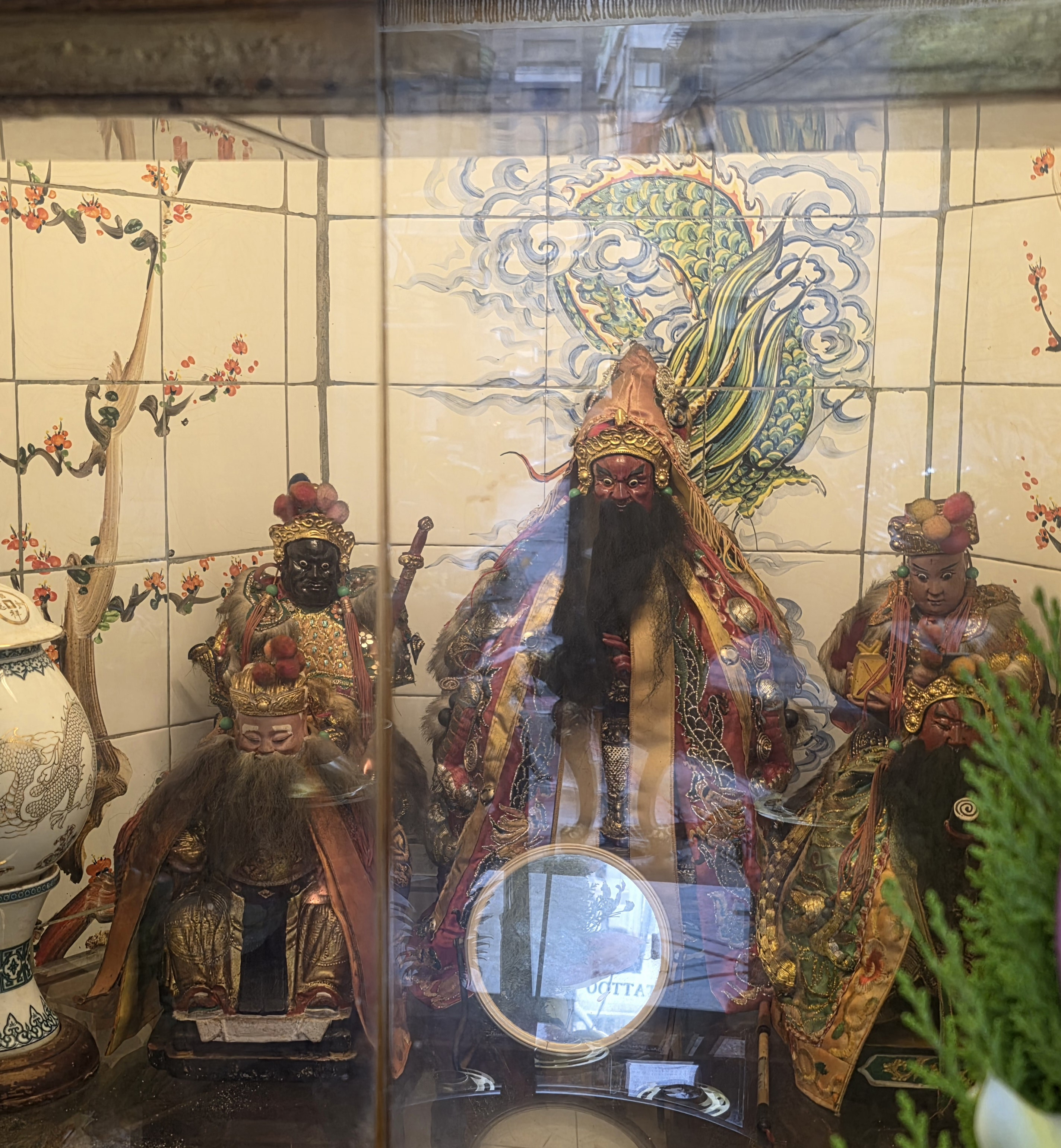
第一層神龕
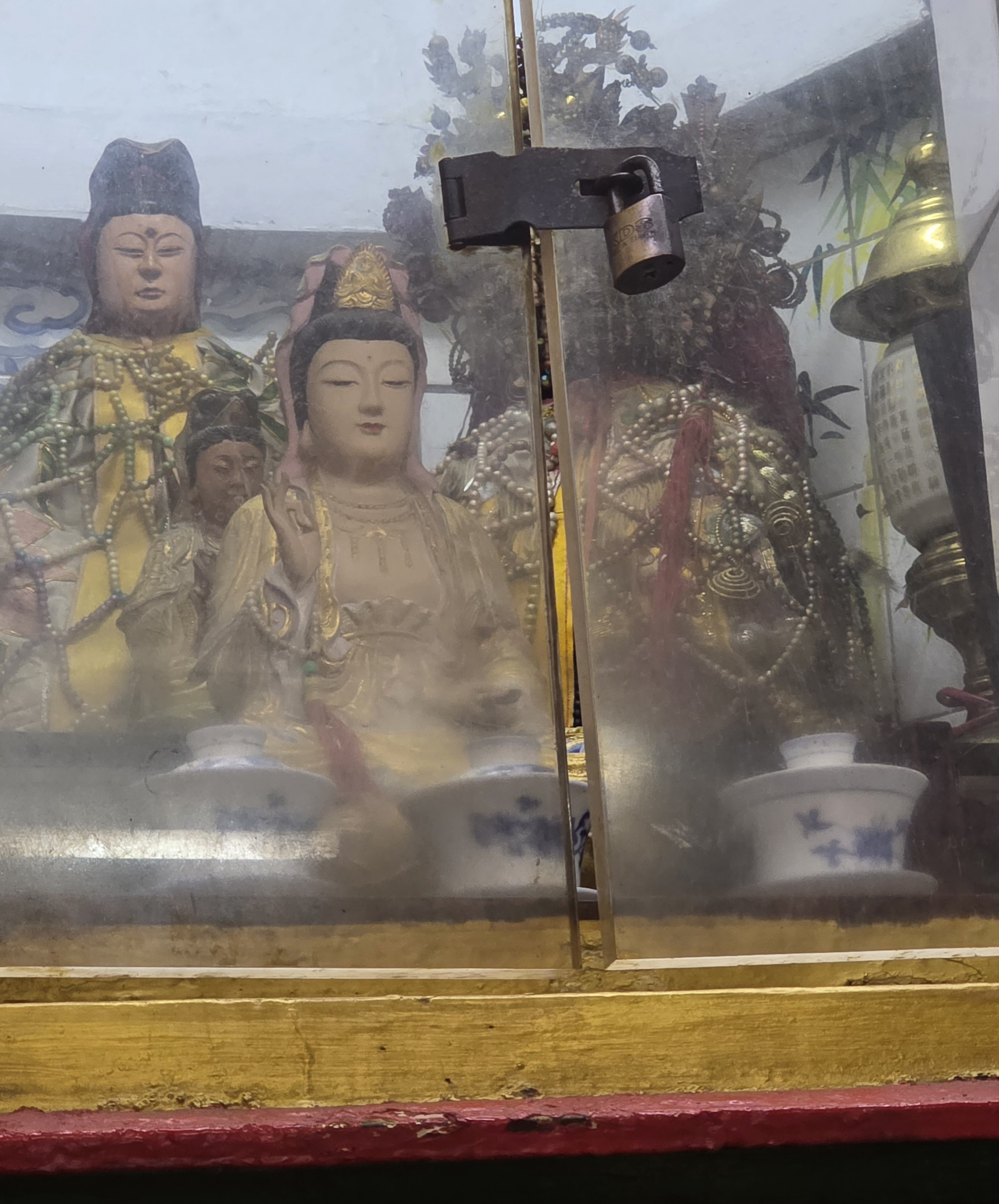
第二層神龕
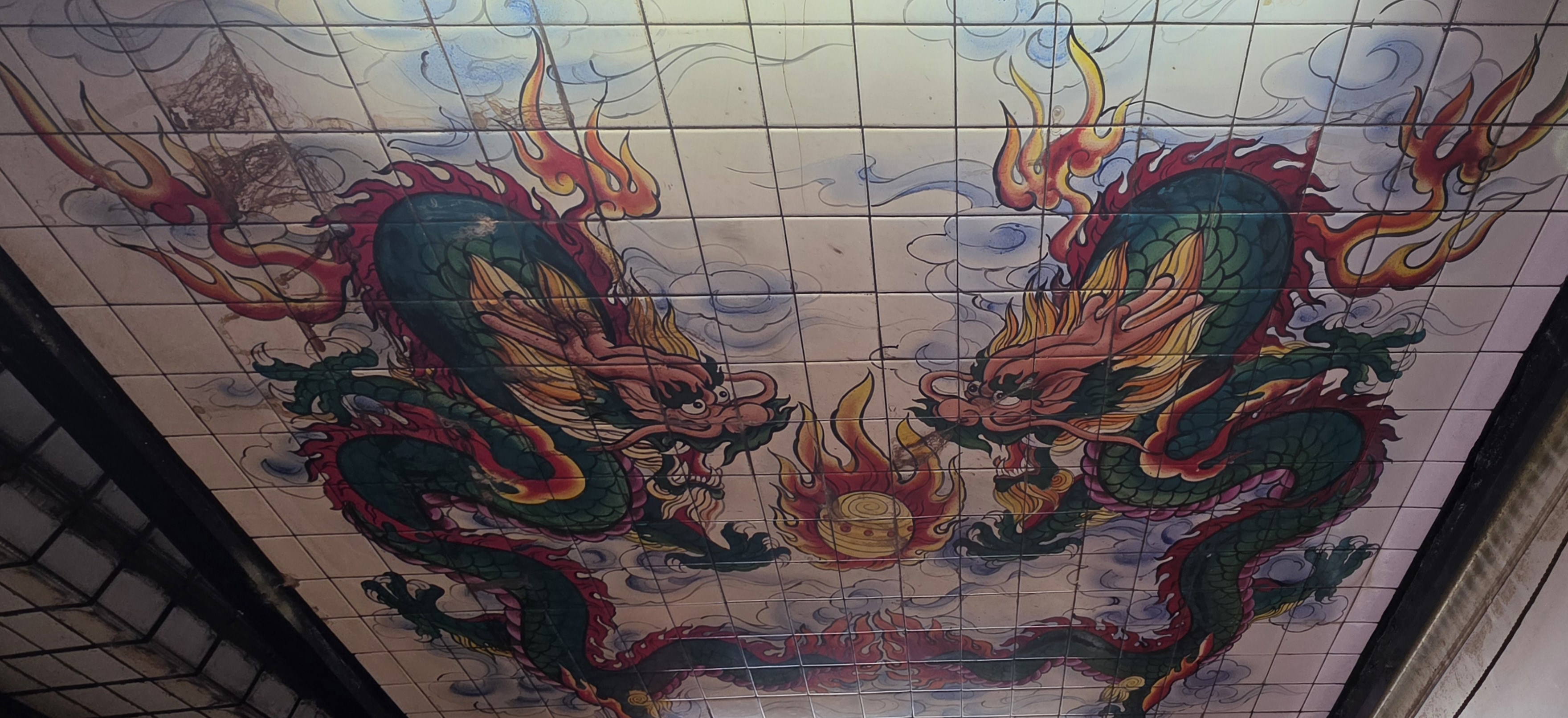
拜亭天花板